# Furdenheim
Furdenheim é uma comuna francesa na região administrativa de Grande Leste, no departamento Baixo Reno. Estende-se por uma área de 5,79 km². Em 2010 a comuna tinha 1 335 habitantes (densidade: 230,6 hab./km²).